# Ållebergs fjärding

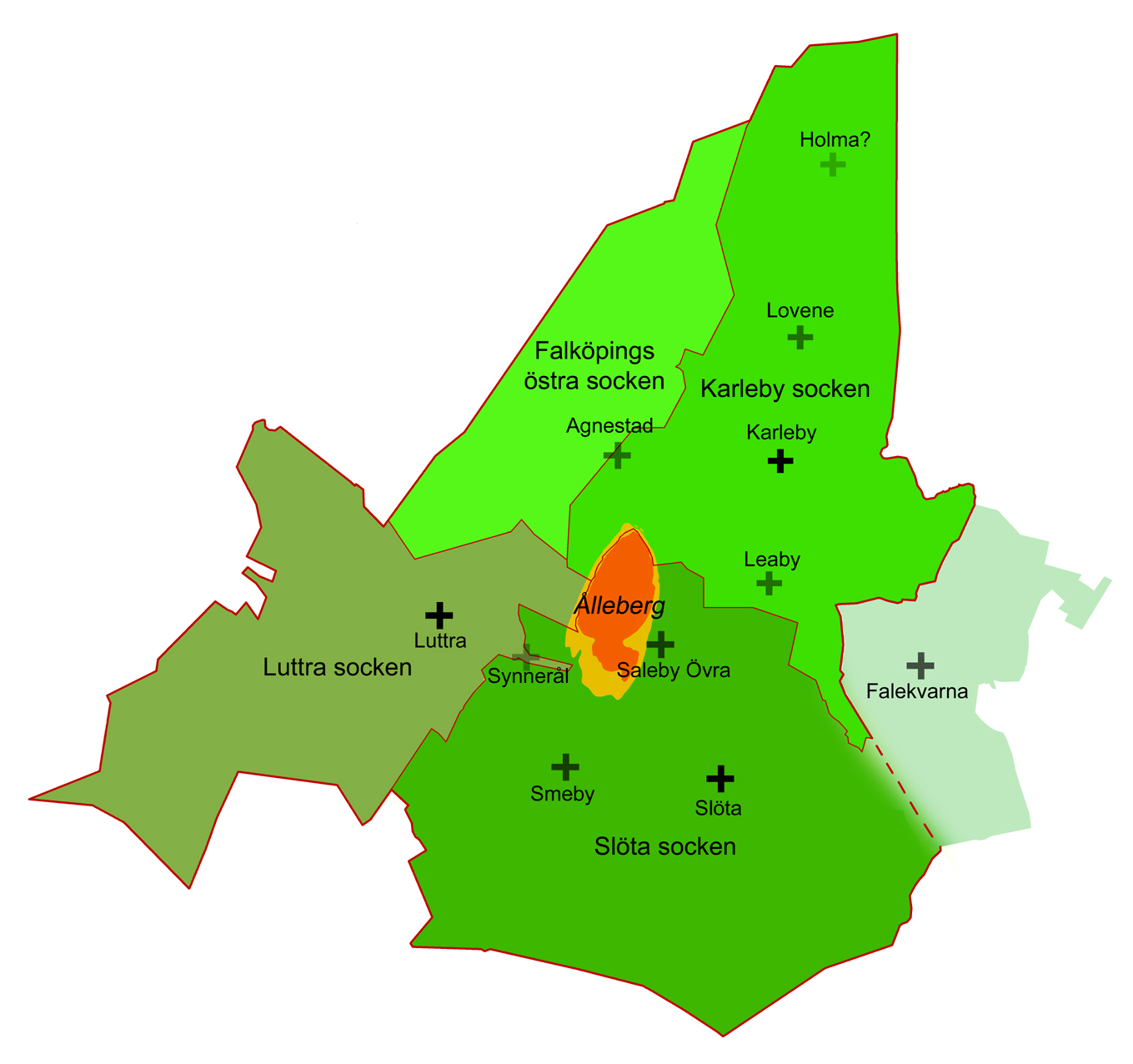
Karta över Ållebergs fjärding med medeltida kyrkor och nuvarande socknar.

Ållebergs fjärding var under medeltiden den västligaste fjärdingen i Vartofta härad i Västergötland. Fjärdingen låg mitt på Falbygden runt berget Ålleberg. Under tiden för Kalmarunionen bestod fjärdingen av socknarna Agnestad, Lovene, Karleby, Leaby, Saleby Övra, Slöta, Smedby, Synnerål och Luttra, vilka alla hade egna kyrkor. I nyare tid är dessa socknar sammanslagna och består av Falköpings östra socken, Karleby socken, Luttra socken och Slöta socken. Idag finns endast tre kyrkor i den gamla fjärdingen nämligen Karleby kyrka, Luttra kyrka och Slöta kyrka. Falekvarna, som numer ingår i Slöta socken, tillhörde under medeltiden Norra fjärdingen. Ållebergs fjärding skrevs Aldouæ år 1278 och Alefuæghsfierdung eller Aldowægh år 1397.

## Bilder från Ållebergs fjärding

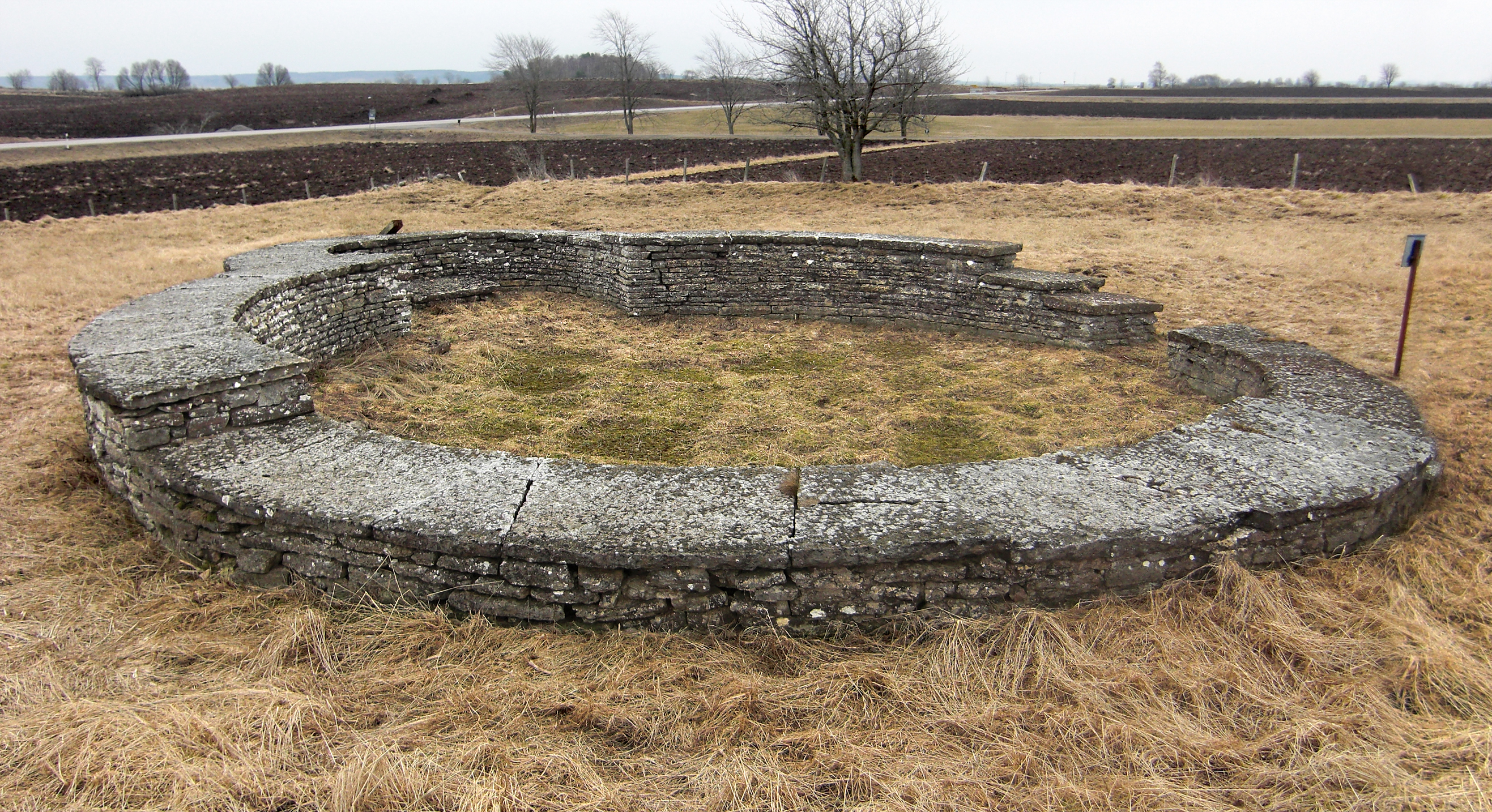
Agnestads kyrkoruin var på medeltiden sockenkyrka för Agnestads socken (Falköpings östra socken), men ligger numer i Karleby socken.
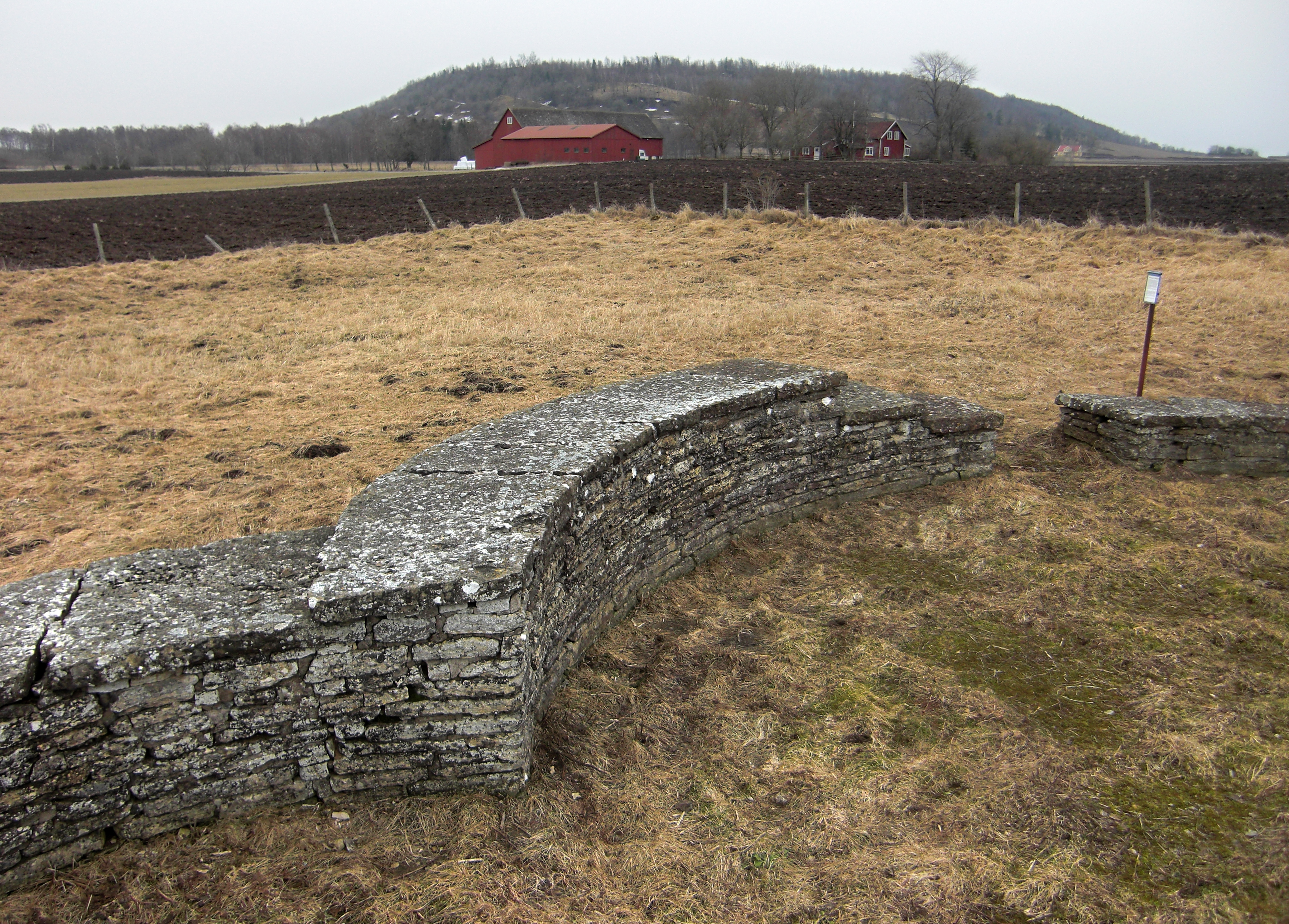
Ålleberg sedd från Agnestads kyrkoruin.
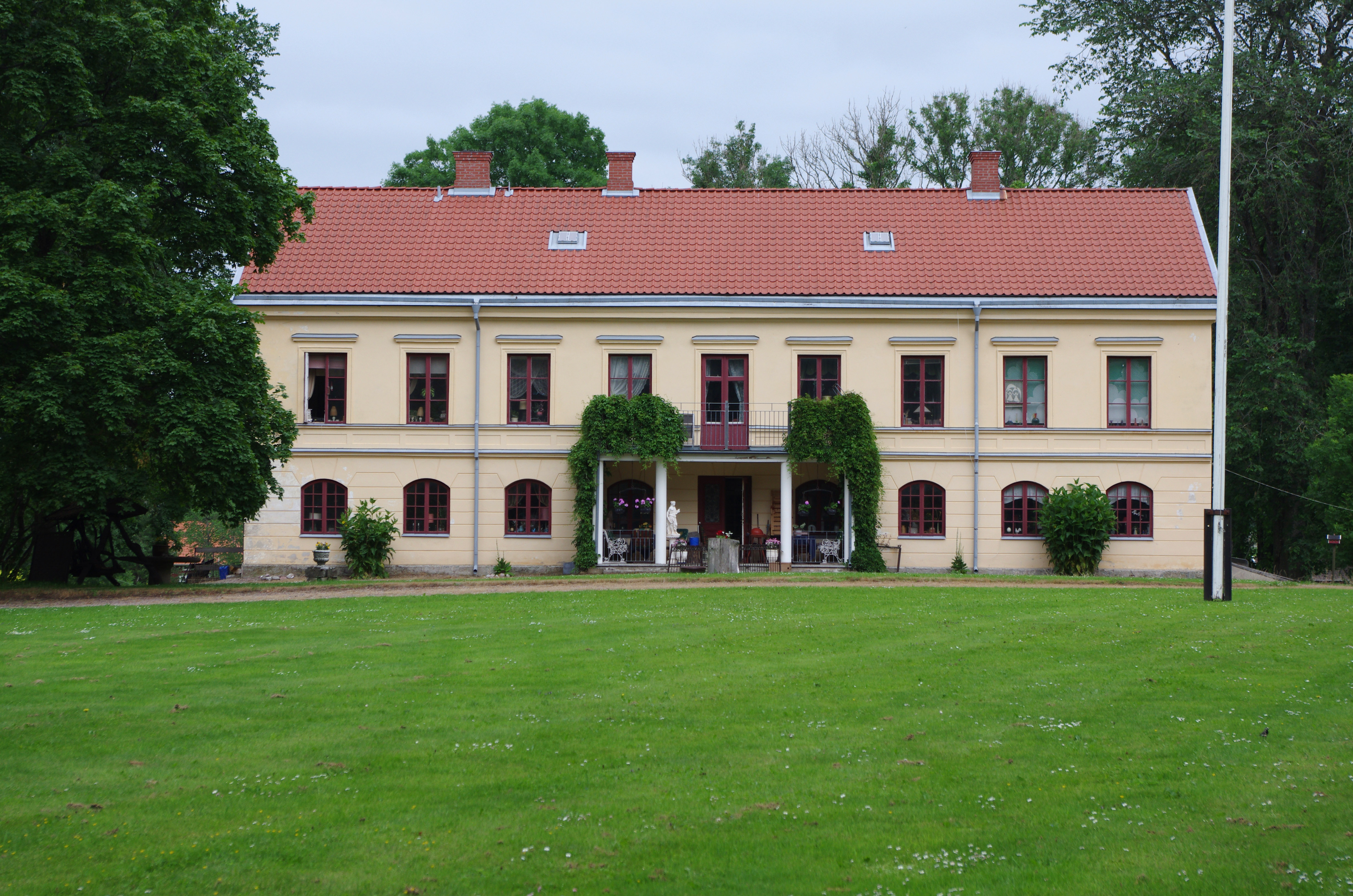
Agnestads gård i Falköpings östra socken.
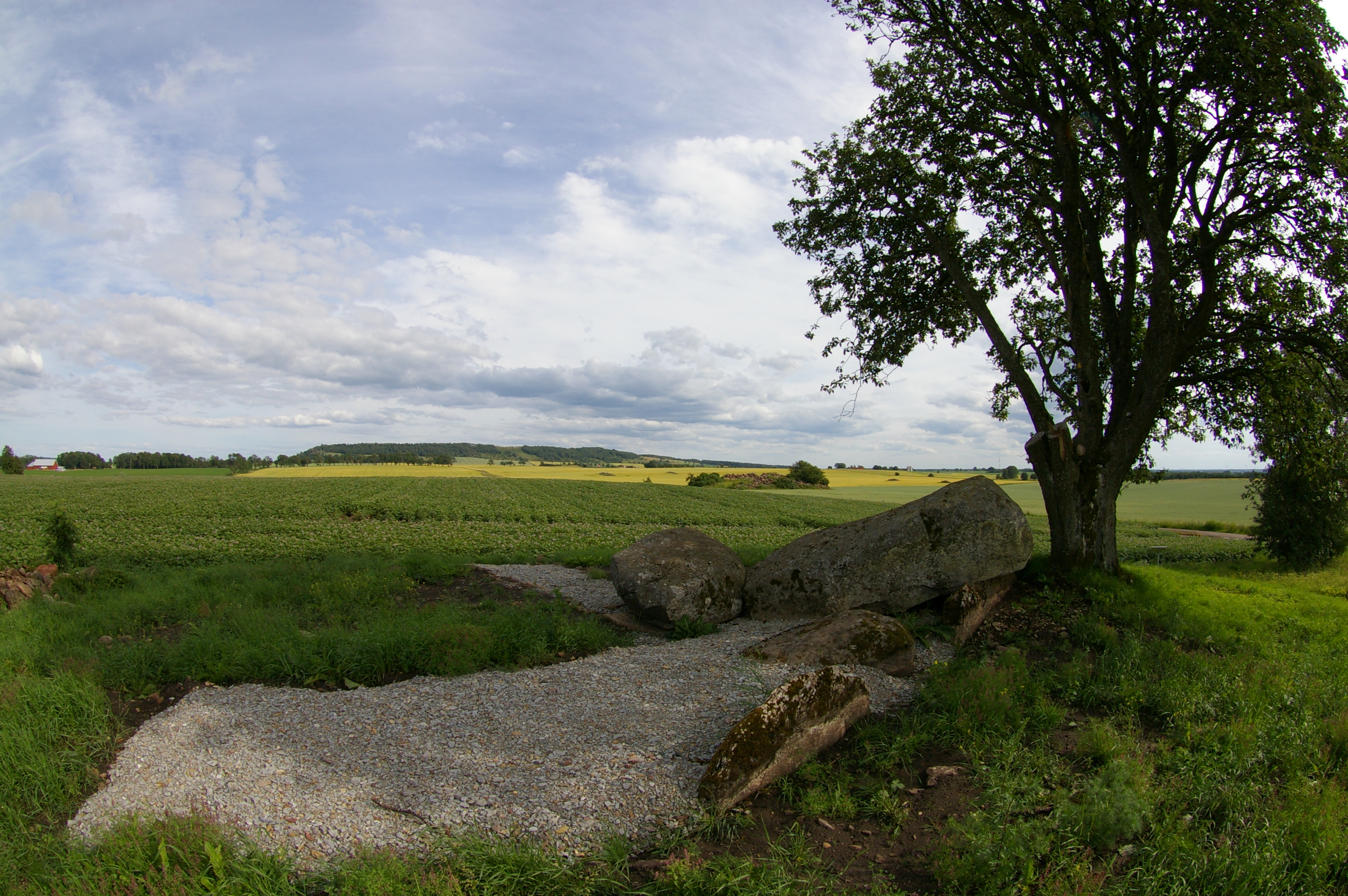
Gånggriften Firse sten i Falköpings östra socken med Ålleberg i bakgrunden.
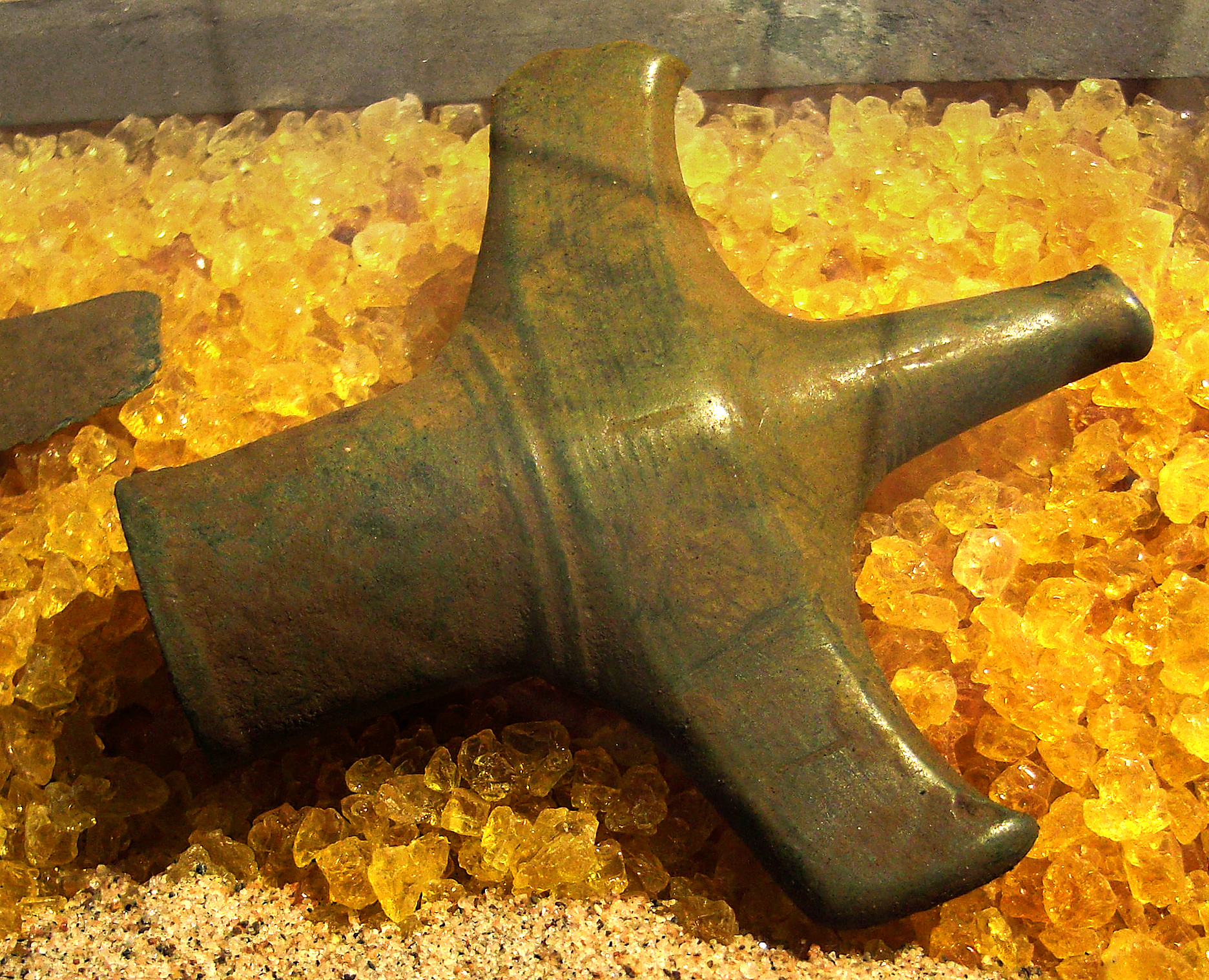
Hjalt från bronsålderssvärd från Firse sten.
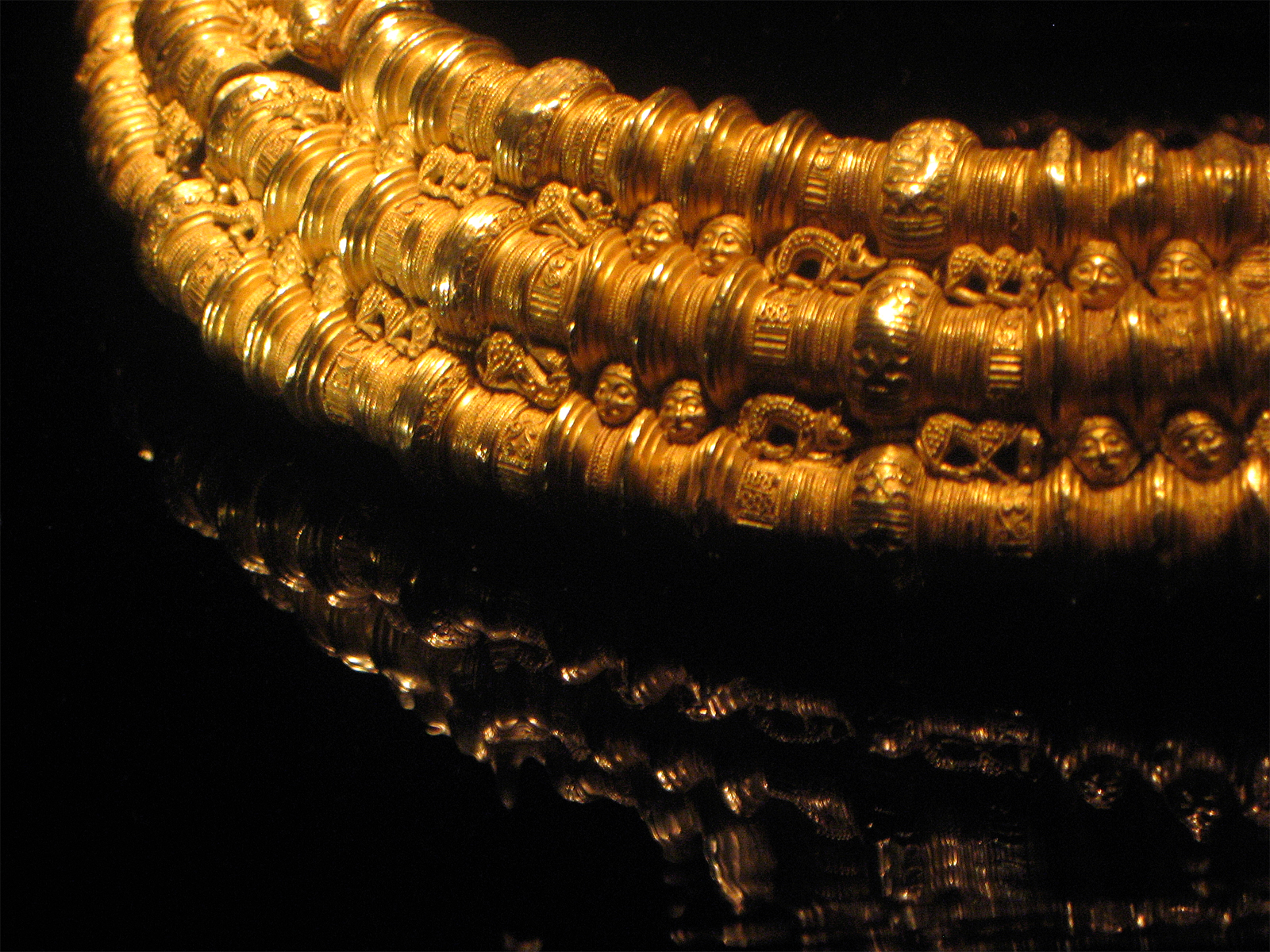
Den folkvandringstida Ållebergskragen hittades 1827 vid Ållebergs norra ände i Karleby socken.
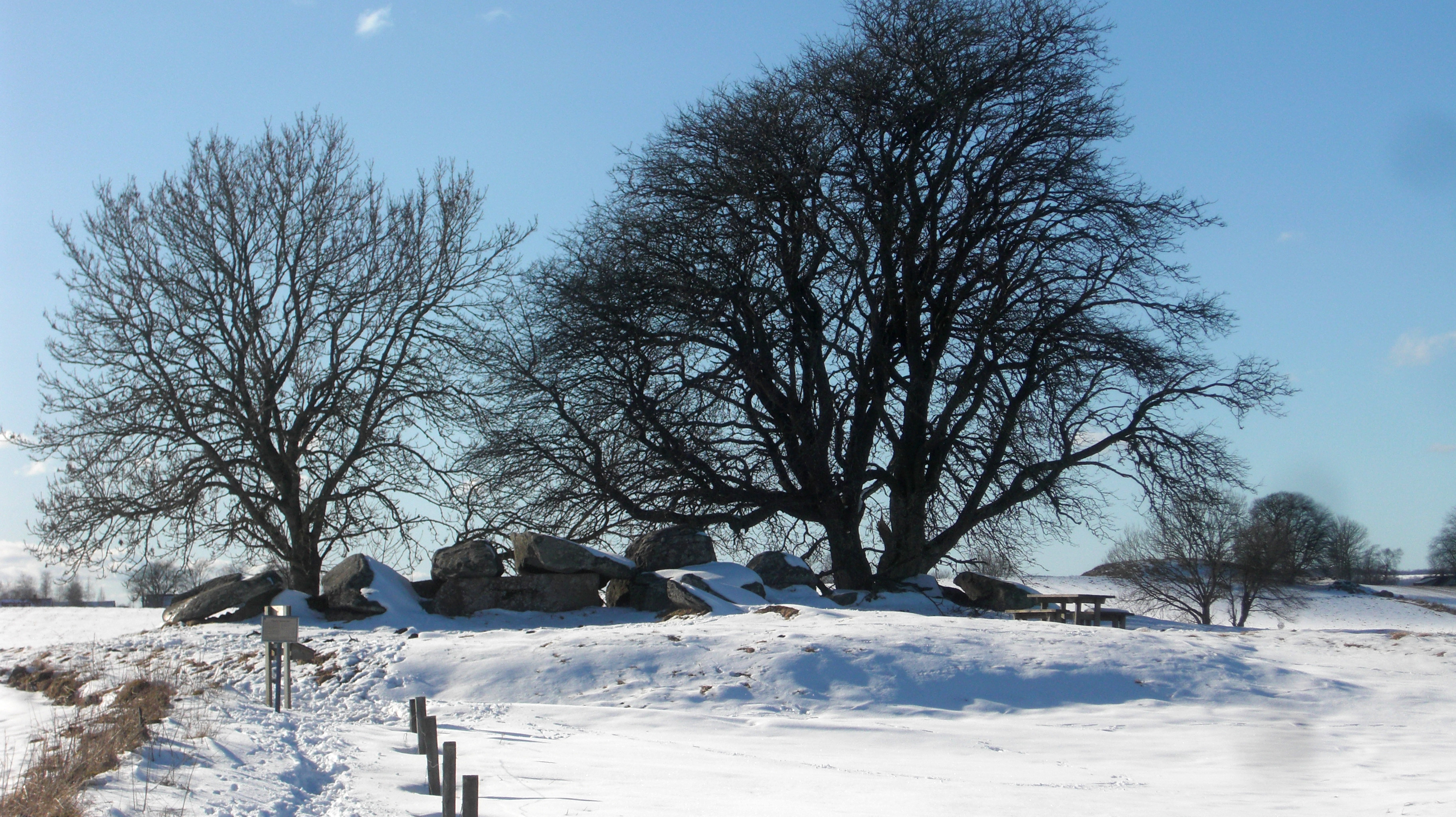
Ragnvalds grav i Karleby socken.
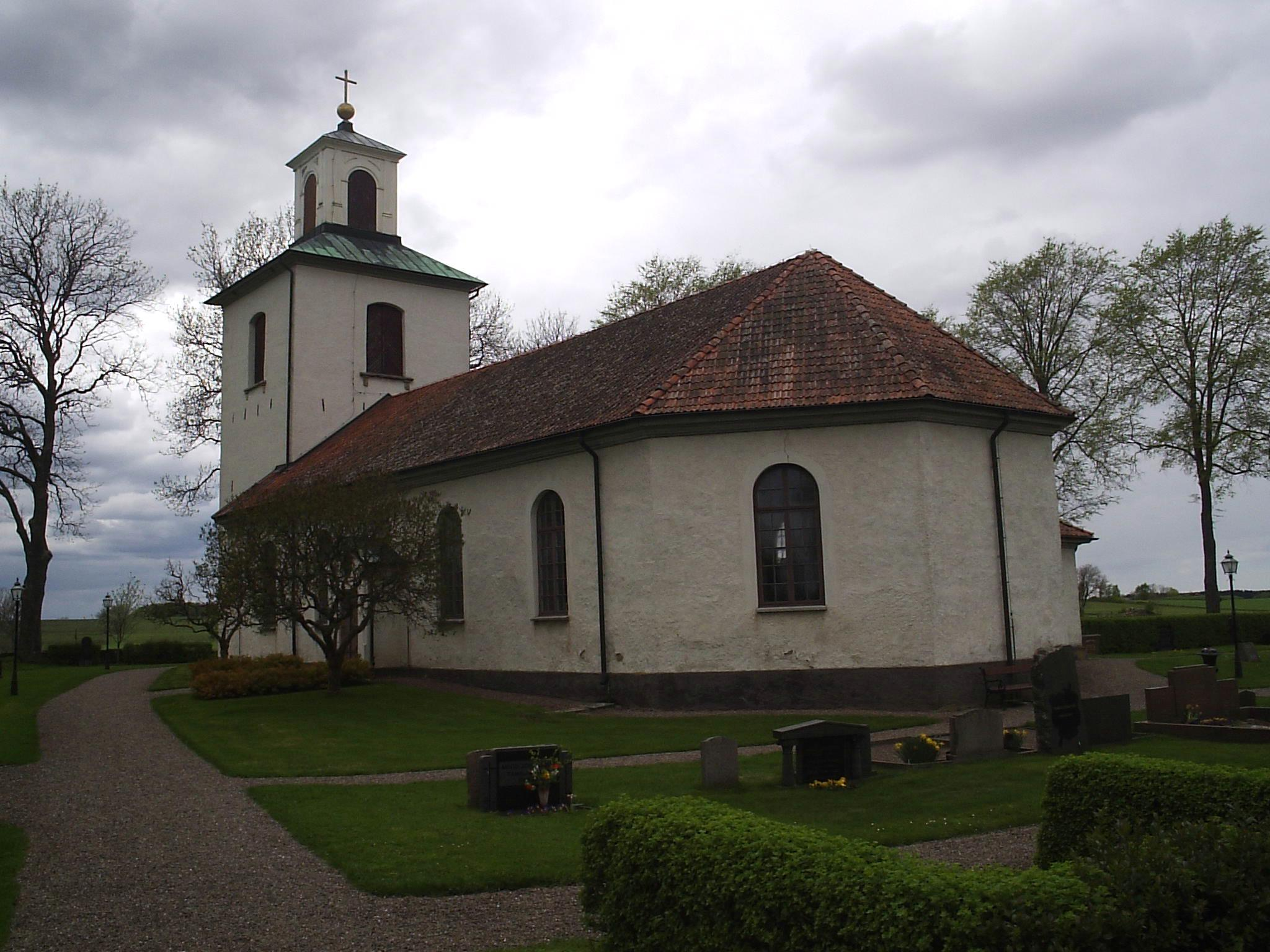
Karleby kyrka.
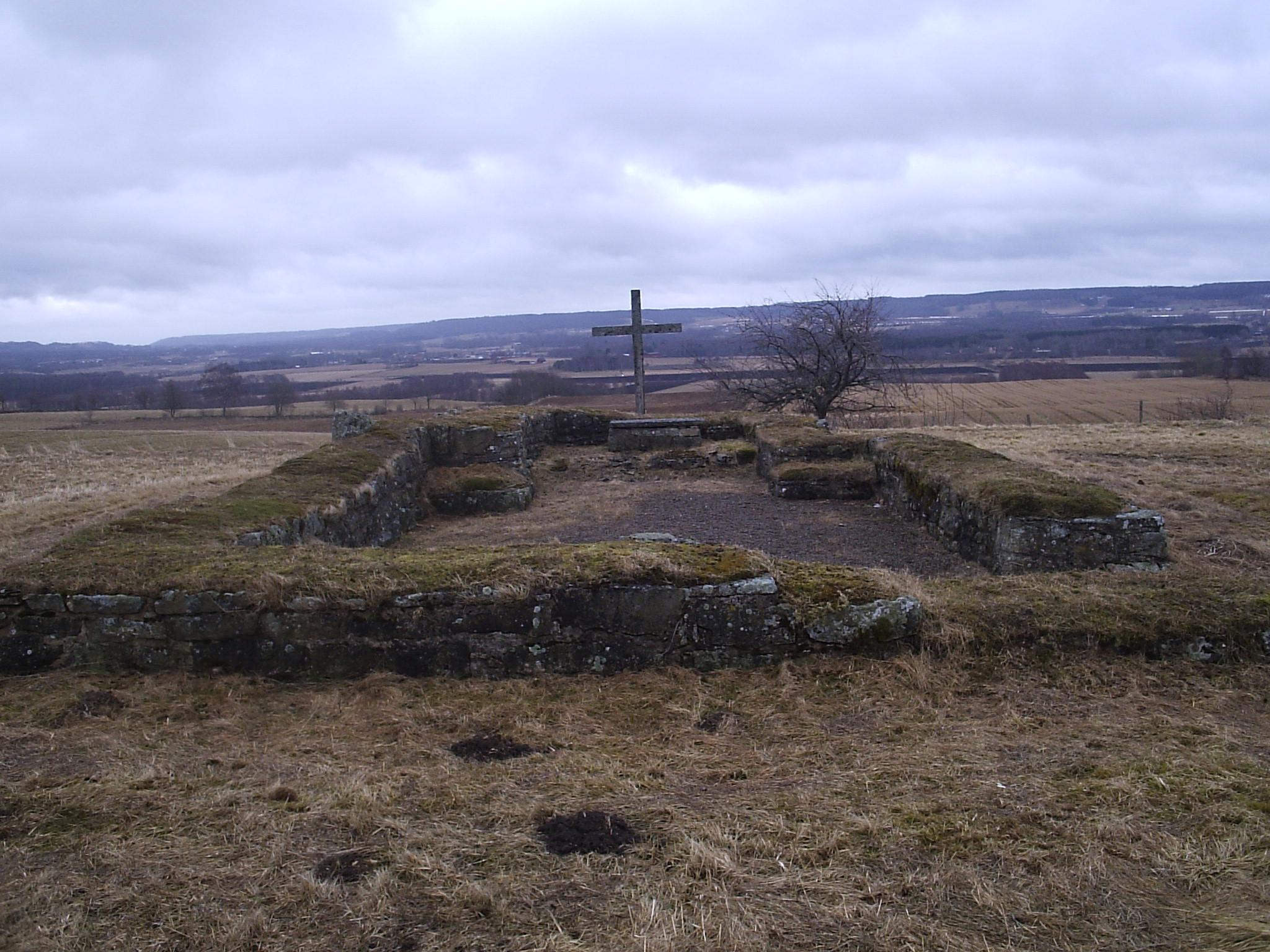
Lovene kyrkoruin i Karleby socken.
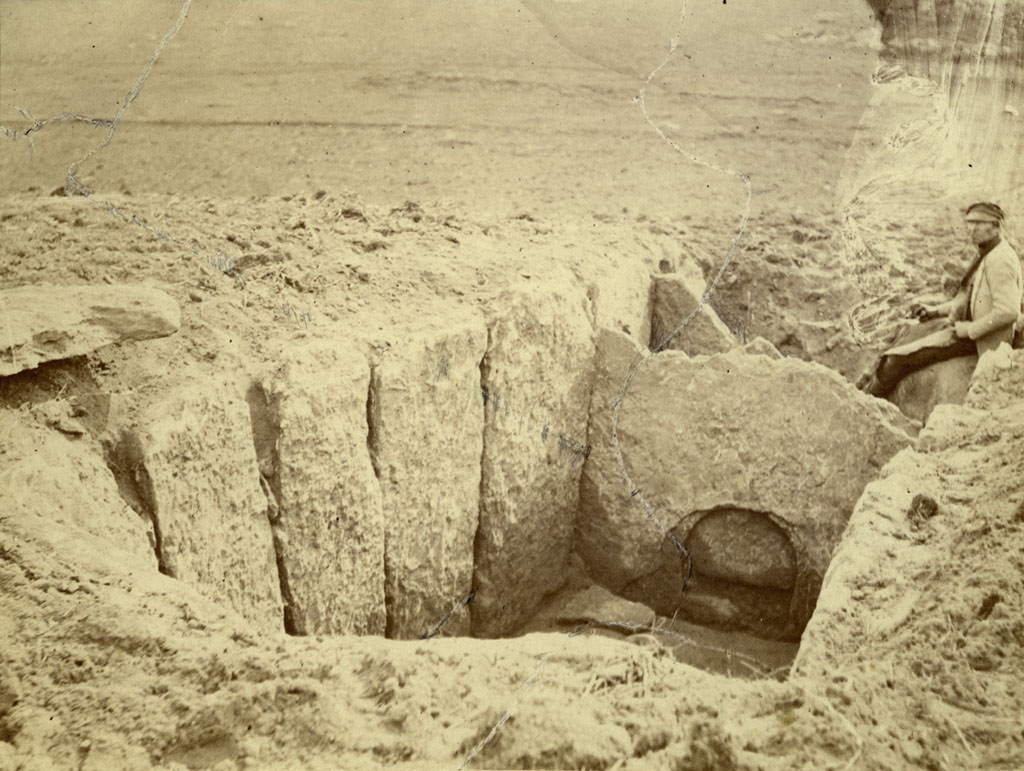
Utbogårdens hällkista i Karleby socken fotograferad vid en arkeologisk utgrävning 1874.
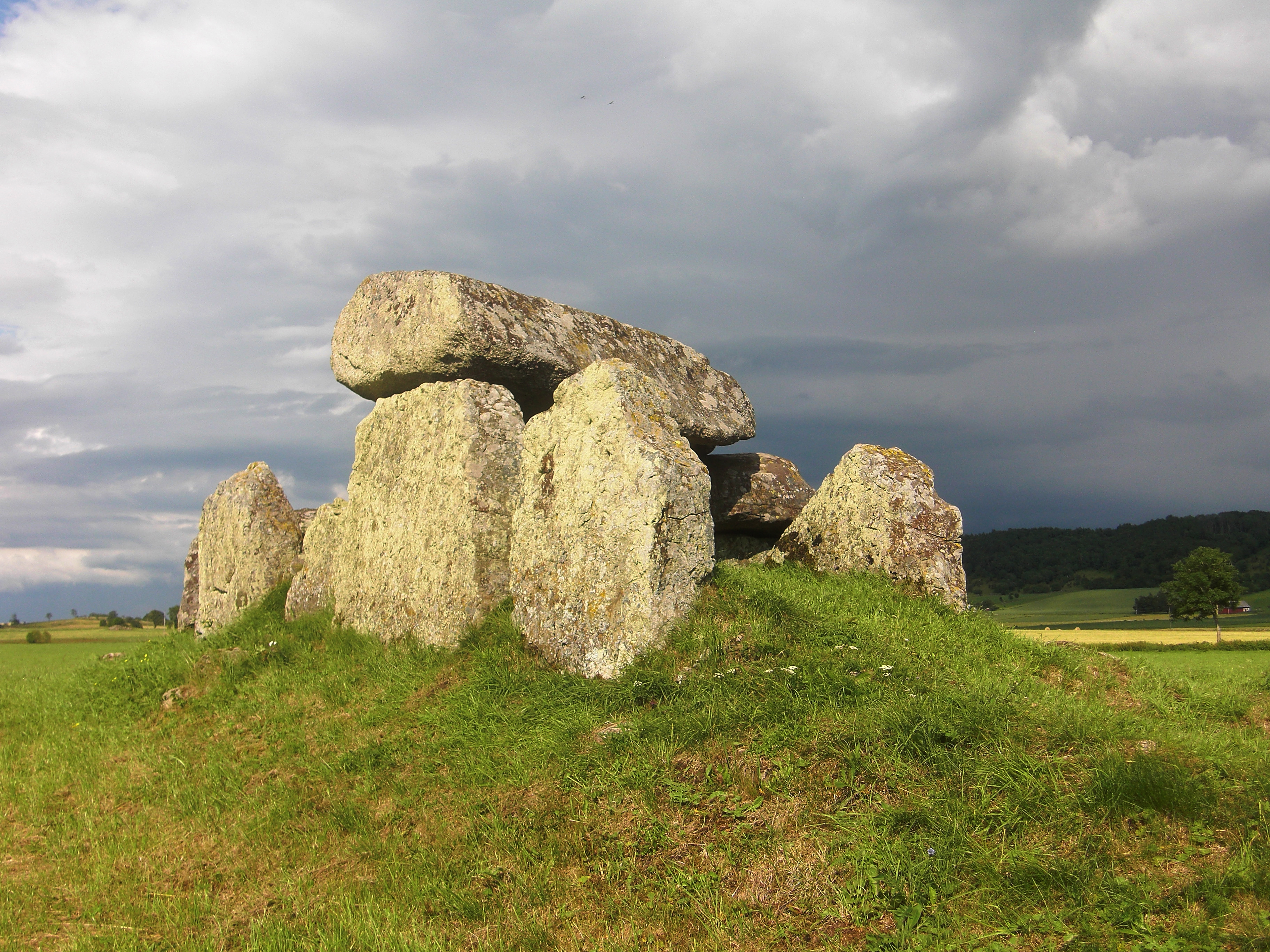
Luttra gånggrift med Ålleberg i bakgrunden.
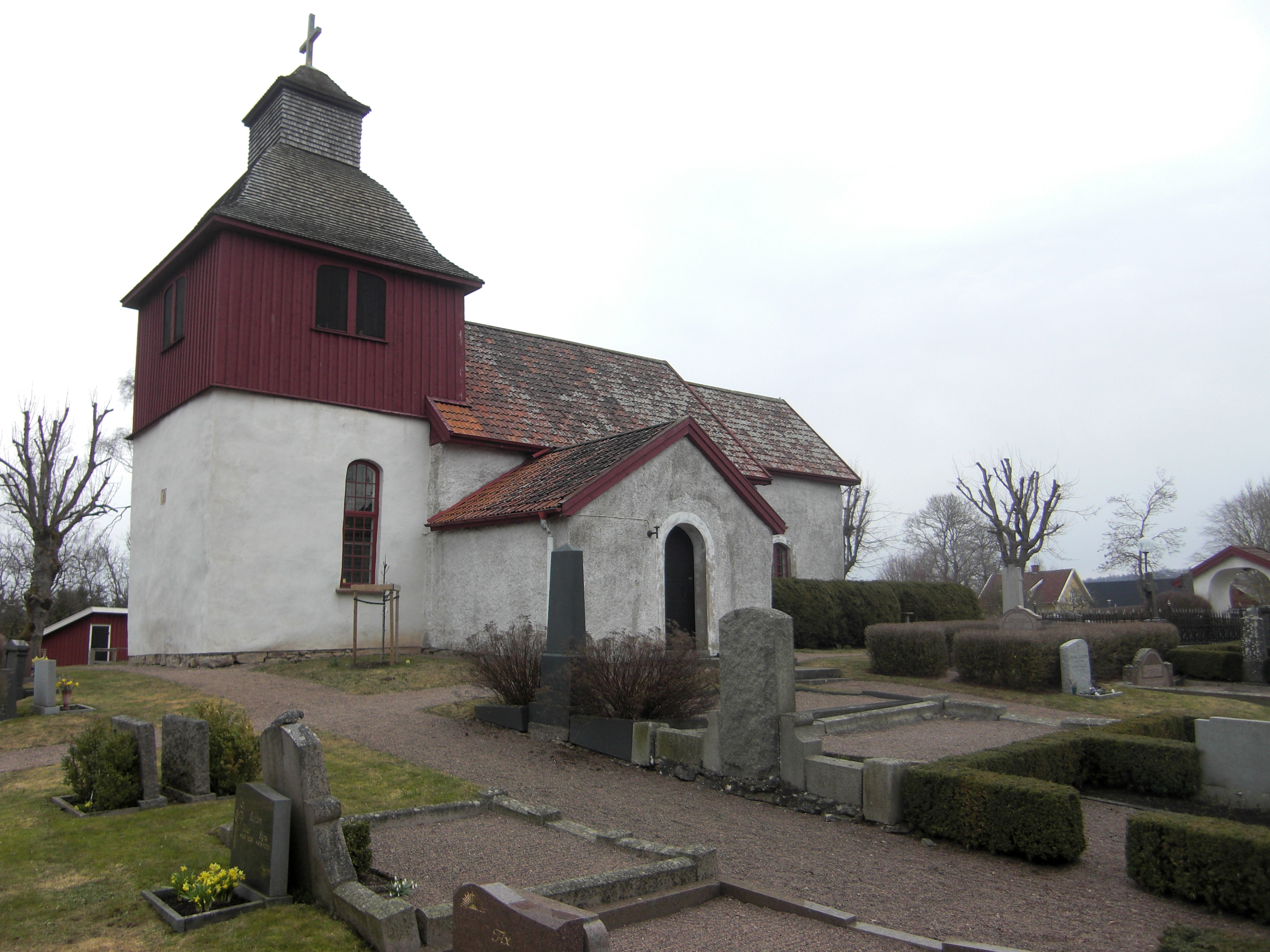
Luttra kyrka.
Lockgårdens gånggrift i Synnerål.
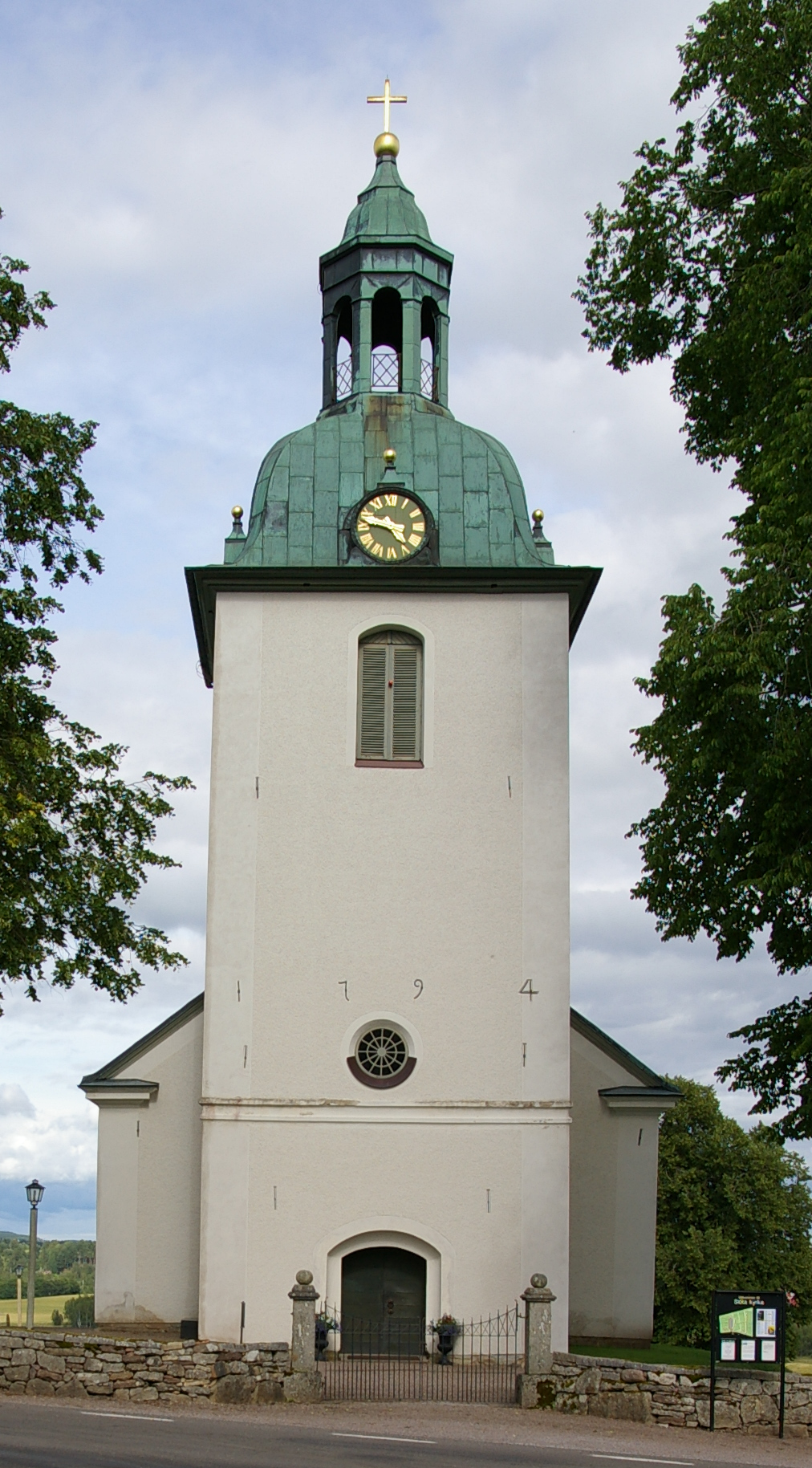
Slöta kyrka.